# Mathieu Madega Lebouankehan
Mathieu Madega Lebouankehan (* 6. Juli 1960 in Mbigou) ist ein gabunischer Geistlicher und römisch-katholischer Bischof von Mouila.

## Leben
Mathieu Madega Lebouankehan empfing am 1. Juli 1990 die Priesterweihe.
Johannes Paul II. ernannte ihn am 17. Februar 2000 zum Weihbischof in Libreville und Titularbischof von Zallata. Der Apostolische Nuntius in der Republik Kongo und Gabun, Erzbischof Mario Roberto Cassari, spendete ihm – zusammen mit Jean-Vincent Ondo Eyene – am 21. September desselben Jahres die Bischofsweihe; Mitkonsekratoren waren Basile Mvé Engone SDB, Erzbischof von Libreville, und André Fernand Anguilé, Alterzbischof von Libreville.
Der Papst ernannte ihn am 19. März 2003 zum ersten Bischof des mit gleichem Datum errichteten Bistums Port-Gentil. Am 19. Januar 2013 folgte die Ernennung zum Bischof von Mouila durch Papst Benedikt XVI.